# Worokia Sanou
Worokia Sanou (sinh ngày 31 tháng 12 năm 1989) là một vận động viên nhảy xa ba bước người Burkina Faso.
Khi còn nhỏ, cô đã giành được hai huy chương đồng tại Giải vô địch thiếu niên châu Phi năm 2005 (tiếp sức) và 2007. Cô đứng thứ năm tại Jeux de la Francophonie năm 2009, thứ năm tại Giải vô địch châu Phi 2010, thứ tư tại Đại hội Thể thao toàn châu Phi 2011, và thứ 13 (trong môn nhảy xa) tại Giải vô địch châu Phi 2014.
Cú nhảy tốt nhất của cá nhân cô là 13,40 mét, đạt được tại Giải vô địch châu Phi 2010 ở Nairobi.